# Osmium(IV)chloride
Osmium(IV)chloride is een anorganische verbinding van osmium en chloor, met als brutoformule OsCl4. De stof komt voor als rood-zwarte orthorombische kristallen, die goed oplosbaar zijn in water en in een aantal organische oplosmiddelen.

## Synthese
Osmium(IV)chloride wordt gesynthetiseerd door osmium en dichloor te laten reageren met elkaar onder een hoge druk:
{\displaystyle \mathrm {Os\ +\ 2\ Cl_{2}\ \longrightarrow \ OsCl_{4}} }